# Liste der Biografien/Stoo
Liste der Biografien |
Portal Biografien |
Personensuche
# |
A |
B |
C |
D |
E |
F |
G |
H |
I |
J |
K |
L |
M |
N |
O |
P |
Q |
R |
S |
T |
U |
V |
W |
X |
Y |
Z |
?
 
Sa |
Sb |
Sc |
Sd |
Se |
Sf |
Sg |
Sh |
Si |
Sj |
Sk |
Sl |
Sm |
Sn |
So |
Sp |
Sq |
Sr |
Ss |
St |
Su |
Sv |
Sw |
Sy |
Sz
 
Sta |
Ste |
Sth |
Sti |
Stj |
Stl |
Sto |
Str |
Sts |
Stt |
Stu |
Stv |
Stw |
Sty
 
Stoa |
Stob |
Stoc |
Stod |
Stoe |
Stof |
Stog |
Stoh |
Stoi |
Stoj |
Stok |
Stol |
Stom |
Ston |
Stoo |
Stop |
Stoq |
Stor |
Stos |
Stot |
Stou |
Stov |
Stow |
Stox |
Stoy |
Stoz
Die Liste der Biografien führt alle Personen auf, die in der deutschsprachigen Wikipedia einen Artikel haben. Dieses ist eine Teilliste mit 22 Einträgen von Personen, deren Namen mit den Buchstaben „Stoo“ beginnt.

## Stoo

### Stoob
- Stoob, Heinz (1919–1997), deutscher Historiker
- Stoob, Marcel (* 1967), Schweizer Fussballspieler

### Stood
- Stoodt, Dieter (1927–2015), deutscher evangelischer Theologe

### Stoof
- Stoof, Magdalena (* 1951), deutsche Ägyptologin
- Stoof, Martina (* 1974), deutsche Volleyball- und Beachvolleyballspielerin

### Stook
- Stookey, Noel (* 1937), US-amerikanischer Sänger
- Stookey, S. Donald (1915–2014), US-amerikanischer Chemiker, Werkstoffwissenschaftler und Erfinder

### Stoop
- Stoop, Adriaan (1856–1935), niederländischer Bergingenieur, Unternehmer und Pionier der Erdölindustrie in Niederländisch-Indien
- Stoop, David (* 1983), deutscher Politiker (Die Linke), Mitglied der Hamburgischen BürgerschaftDavid Stoop (* 1983)

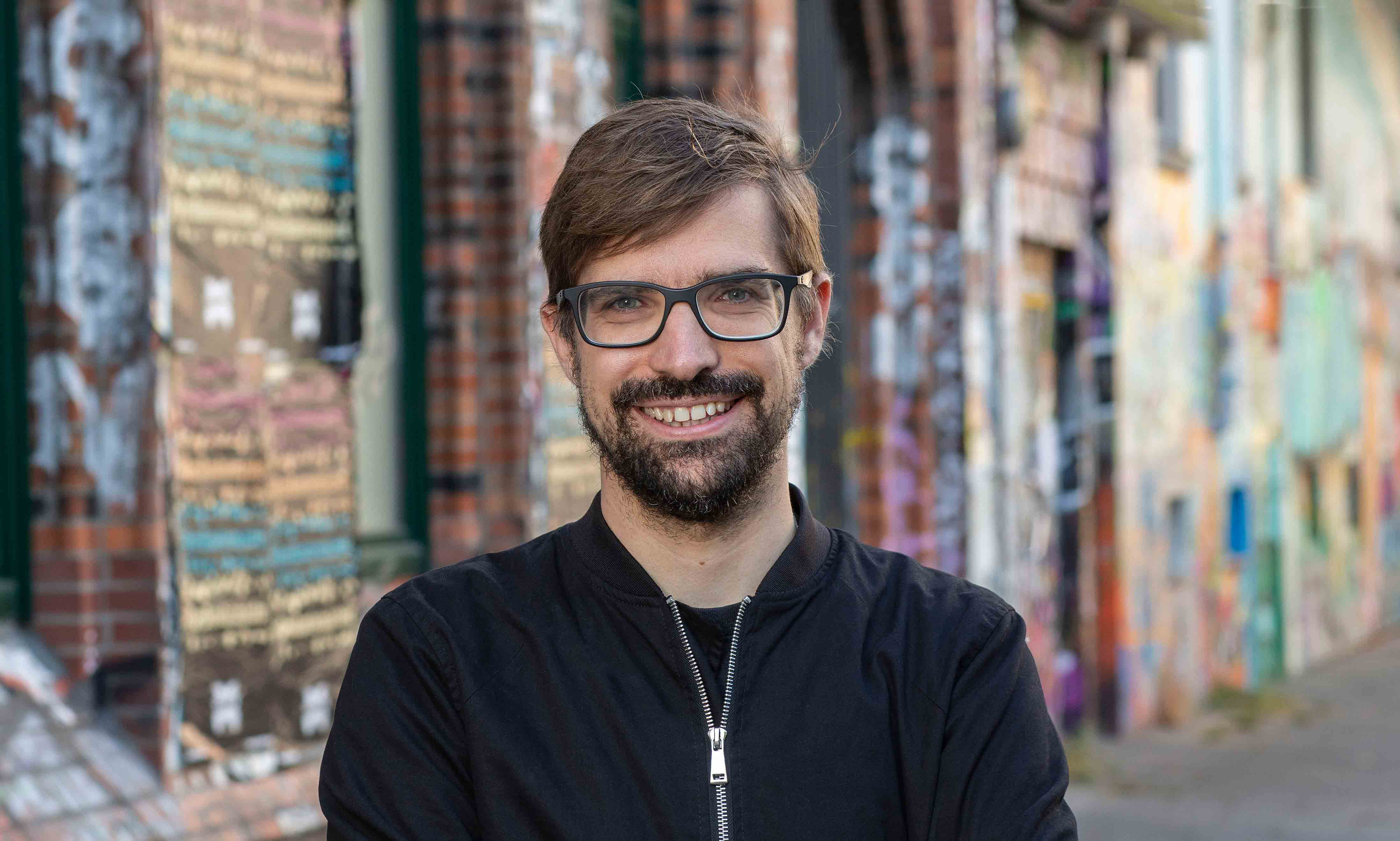
David Stoop (* 1983)

- Stoop, Dé (1919–2007), niederländischer Unternehmer und Sportmanager
- Stoop, Henk (* 1943), niederländischer Komponist, Pianist und Kontrabassist
- Stoop, Louis (1896–1970), belgischer Turner
- Stoop, Lukas (* 1990), Schweizer Eishockeyspieler
- Stoop, Richard (1920–1968), britischer Autorennfahrer und Flieger im Zweiten Weltkrieg
- Stoops, John Dashiell (1873–1973), US-amerikanischer Philosoph

### Stoor
- Stoor, Fredrik (* 1984), schwedischer Fußballspieler

### Stoos
- Štoos, Pavao (1806–1862), kroatischer Dichter, Priester und eine der bedeutendsten Personen der Illyrischen Bewegung in Kroatien
- Stooß, Alfred (1853–1927), deutscher Jurist und Senator der Hansestadt Lübeck
- Stooss, Carl (1849–1934), Schweizer Strafrechtler
- Stooß, Christian (1879–1958), österreichischer Politiker (LB), Abgeordneter zum Vorarlberger Landtag
- Stooß, Heinrich (1896–1971), deutscher Landwirt und Politiker (WBWB, CDU), MdL, MdB
- Stooss, Toni (* 1946), Schweizer Ausstellungsmacher und Kunsthistoriker